# Jabelagüi
Población arabizada, de aproximadamente 50.000 individuos que vive entre los berta de Etiopía occidental, a lo largo de la frontera con Sudán. 

## Orígenes
Originariamente los jabelagüi eran una población campesina nilótica (en ocasiones denominada jamej, el término árabe para "canalla, salvaje") relacionada con el imperio sudanés oriental de Funj. 
Tras la invasión egipcia de Sudán (1840), los refugiados árabes procedentes del norte de Sudán (dongolagüi) se afianzaron por medio del matrimonio como nuevo estrato dominante y como comerciantes de esclavos.
Cuando la región se integró en el Imperio etíope, durante la última década del siglo XIX, este estreto arabizado asumió las funciones administrativas del nuevo estado.
- Datos: Q5924072